# Euapta lappa
Euapta lappa är en sjögurkeart som först beskrevs av Müller 1850.  Euapta lappa ingår i släktet Euapta och familjen masksjögurkor. Inga underarter finns listade i Catalogue of Life.